# Ernesto Cardenal
Ernesto Cardenal (20. ledna 1925 Granada – 1. března 2020 Managua) byl nikaragujský básník, římskokatolický kněz, teolog osvobození a aktivista. Ve své tvorbě propojoval osobní a společenskou tematiku, využíváním epigramatické formy navazoval na styl Ezry Pounda.

## Život
Pocházel ze zámožné rodiny, jeho příbuzným byl spisovatel Pablo Antonio Cuadra. Měl mladšího bratra Fernanda (1934–2016), který byl politikem a knězem.
Vystudoval literaturu na Mexické národní autonomní univerzitě, cestoval po USA a Evropě, roku 1950 se vrátil do vlasti. Po potlačení povstání proti prezidentovi Anastasiovi Somozovi v dubnu 1954 emigroval do USA a vstoupil do trapistického kláštera Gethsemani, který vedl Thomas Merton. Roku 1957 vydal první básnickou sbírku Hora 0. Vystudoval teologii a v roce 1965 byl v rodné Granadě vysvěcen na kněze. Patřil k příznivcům teologie osvobození a podporoval sandinisty. Založil komunitu na ostrovech Solentiname na jezeře Nikaragua, zaměřenou na rozvoj umělecké tvorby místních obyvatel a řízenou na základě křesťanských zásad.
Po svržení somozovského režimu v roce 1979 ho Daniel Ortega jmenoval nikaragujským ministrem kultury. Pro svou účast v prosovětské vládě se dostal do sporu s papežem Janem Pavlem II. při jeho návštěvě Nikaraguy v roce 1983 a o rok později byl laicizován; církevního trestu ho zprostil až papež František roku 2019. Funkci ministra Cardenal zastával do roku 1987, kdy bylo ministerstvo kultury v rámci úsporných opatření zrušeno. Byl zastáncem koncepce „revolución desprovista de venganza“ (revoluce, která se nemstí) a kritizoval stále represivnější povahu Ortegova režimu, v roce 1995 patřil k zakladatelům umírněně levicové strany Movimiento Renovador Sandinista (Hnutí sandinistické obnovy). Angažoval se také v nadnárodním projektu společenských reforem Stock Exchange of Visions, založil kulturní nadaci Casa de los tres mundos (Dům tří světů). Zemřel ve věku 95 let v Managui na následky selhání srdce a ledvin.

## Vyznamenání a ocenění

### Státní vyznamenání
- Řád José Martího – Kuba, 2003[4]
- Čestný kříž Za vědu a umění I. třídy – Rakousko, 2010[5]

### Ocenění
- 1980: Mírová cena německých knihkupců
- Listopad 1990: Cena za odvahu svědomí opatství Míru[6]
- 2005: nominován na Nobelovu cenu za literaturu[7]
- 2009: Ibero-americká cena za poezii Pabla Nerudy
- 2009: Cena GLOBArt klášterního kostela v Pernegg
- 2012: Cena královny Sofie za iberoamerickou poezii[8]
- 2018: Mezinárodní cena Maria Benedettiho

## Tvorba
Výbor z Cardenalovy poezie v českých překladech Jana Hlouška vydalo v roce 1987 nakladatelství Odeon pod názvem Nultá hodina.